# تولوسا (اسپانیا)
تولوسا (به اسپانیایی: Tolosa) یک دهستان در اسپانیا است که در Tolosaldea واقع شده‌است. تولوسا ۳۷٫۳۹ کیلومتر مربع مساحت و ۱۸٬۹۳۶ نفر جمعیت دارد و ۷۵ متر بالاتر از سطح دریا واقع شده‌است.

## خواهرخوانده
شهرهای Bondoufle و Ustaritz خواهرخوانده‌های تولوسا (اسپانیا) هستند.